# 本吉駅
本吉駅（もとよしえき）は、宮城県気仙沼市本吉町津谷松尾（つやまつお）にある、東日本旅客鉄道（JR東日本）気仙沼線BRT（バス高速輸送システム）のバス停留所である。元々は同社の気仙沼線の鉄道駅であった。
当駅を境に管轄が東北本部と盛岡支社に分かれる。当駅は盛岡支社の管轄である。また同支社管轄のバス停留所としては最南端にあたり、鉄道駅時代は盛岡支社管内最南端の駅であった。

## 歴史
- 1957年（昭和32年）2月11日：日本国有鉄道（国鉄）気仙沼線の終着駅として開業[2]。
- 1972年（昭和47年）2月1日：当駅発の小口扱いを除き貨物取扱を廃止[3]。駅業務を日本交通観光社に委託（のち直営化）。
- 1977年（昭和52年）12月11日：柳津駅 - 当駅間の開業に伴い、気仙沼線（前谷地駅 - 気仙沼駅間）全通。途中駅となる。
- 1984年（昭和59年）2月1日：荷物扱いを廃止[2]。
- 1987年（昭和62年）4月1日：国鉄分割民営化により、東日本旅客鉄道の駅となる[2]。
- 1992年（平成4年）12月1日：簡易委託化。本吉駅長が廃止され、気仙沼駅長管理となる。
- 2011年（平成23年）3月11日：東日本大震災発生。当駅は高台にあるため津波は来ず大きな被害はなかったが、前後の区間は甚大な被害を受けて運休のため営業休止。
- 2012年（平成24年）8月20日：BRTで仮復旧。駅舎を改修し[4]、BRTは駅前に発着[5]。
- 2013年（平成25年）4月25日：当駅 - 小金沢駅間の専用道 (2.0 km) とBRT専用ホームの供用を開始[6]。
- 2019年（令和元年）11月1日：陸前小泉駅方面への専用道を整備・供用開始[7]。
- 2020年（令和2年）4月1日：柳津駅 - 気仙沼駅間の鉄道事業廃止により、鉄道駅としては廃駅となる[8][9]。

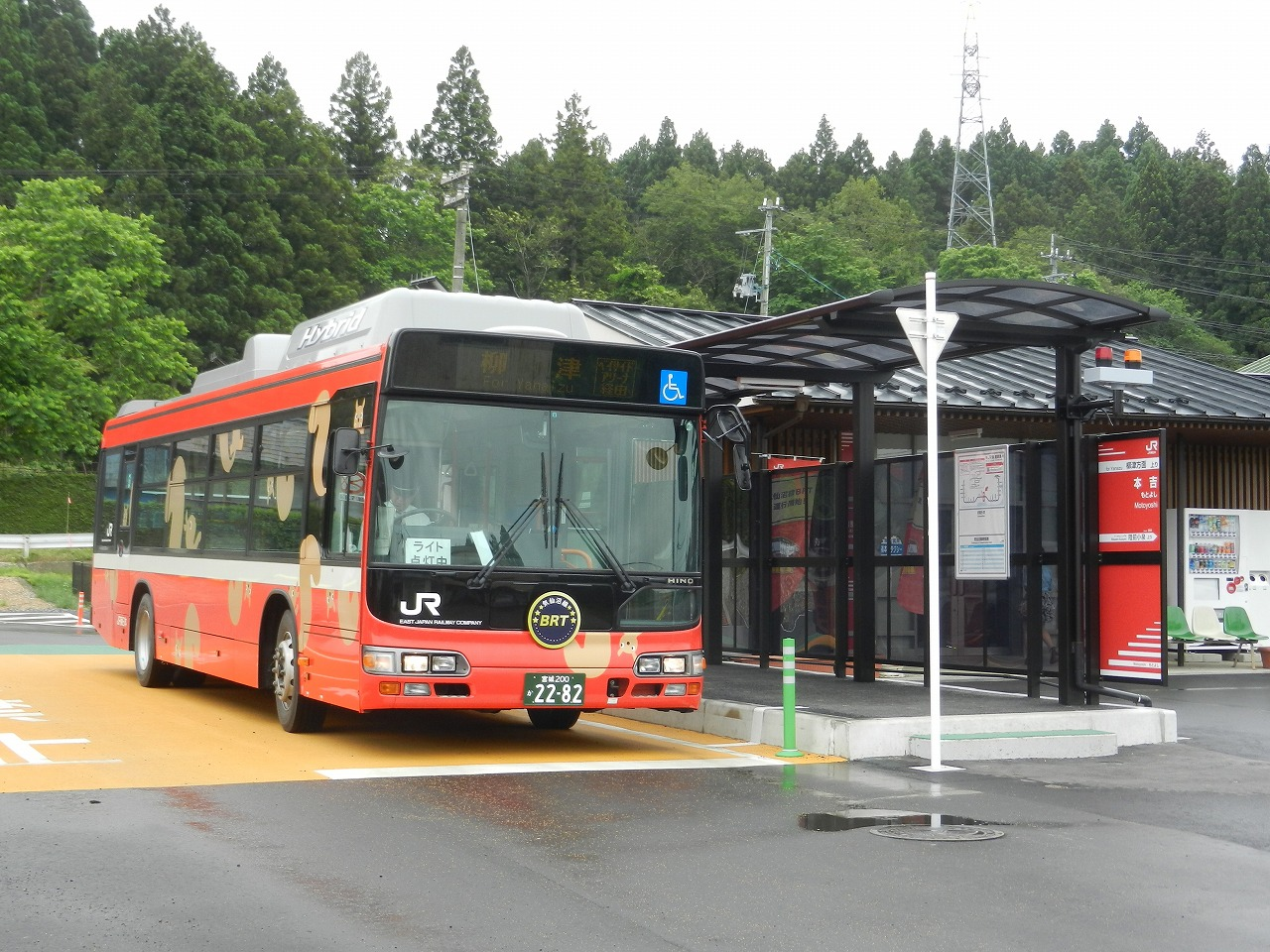
駅前に設置されていた時代のBRTのりば（2013年6月）

## 駅構造
BRTの運行開始後も鉄道駅の駅舎を改装して利用し、線路跡に整備された専用道上に上下のバスが交換可能な乗降場が設けられている。乗降場の陸前小泉駅側に駅前広場との出入口が設けられ、当駅発着の便などの回送が可能となっている。
2013年に当駅から小金沢方面の専用道が完成した時点では、駅舎の気仙沼駅側に隣接して、専用道と駅前広場の境にBRTの乗降場が設けられた。この際、駅の南側から、線路跡を横切って駅舎へ渡れる通路が整備された。陸前小泉駅方面から当駅までの専用道が2019年11月に供用開始された際、専用道上に新しく乗降場が設けられ、その後に旧乗降場は撤去された。
有人駅時代は駅舎で定期的に管理駅である気仙沼駅から駅員が派遣され、窓口業務を行っていた。2018年11月 - 2025年1月26日までは月2回（第2・第4日曜日）が営業日となっていた。
なお、当駅を直通するすべての便で2 - 3分の停車時間が設定されており、一部便では当駅で乗務員交代を行う。

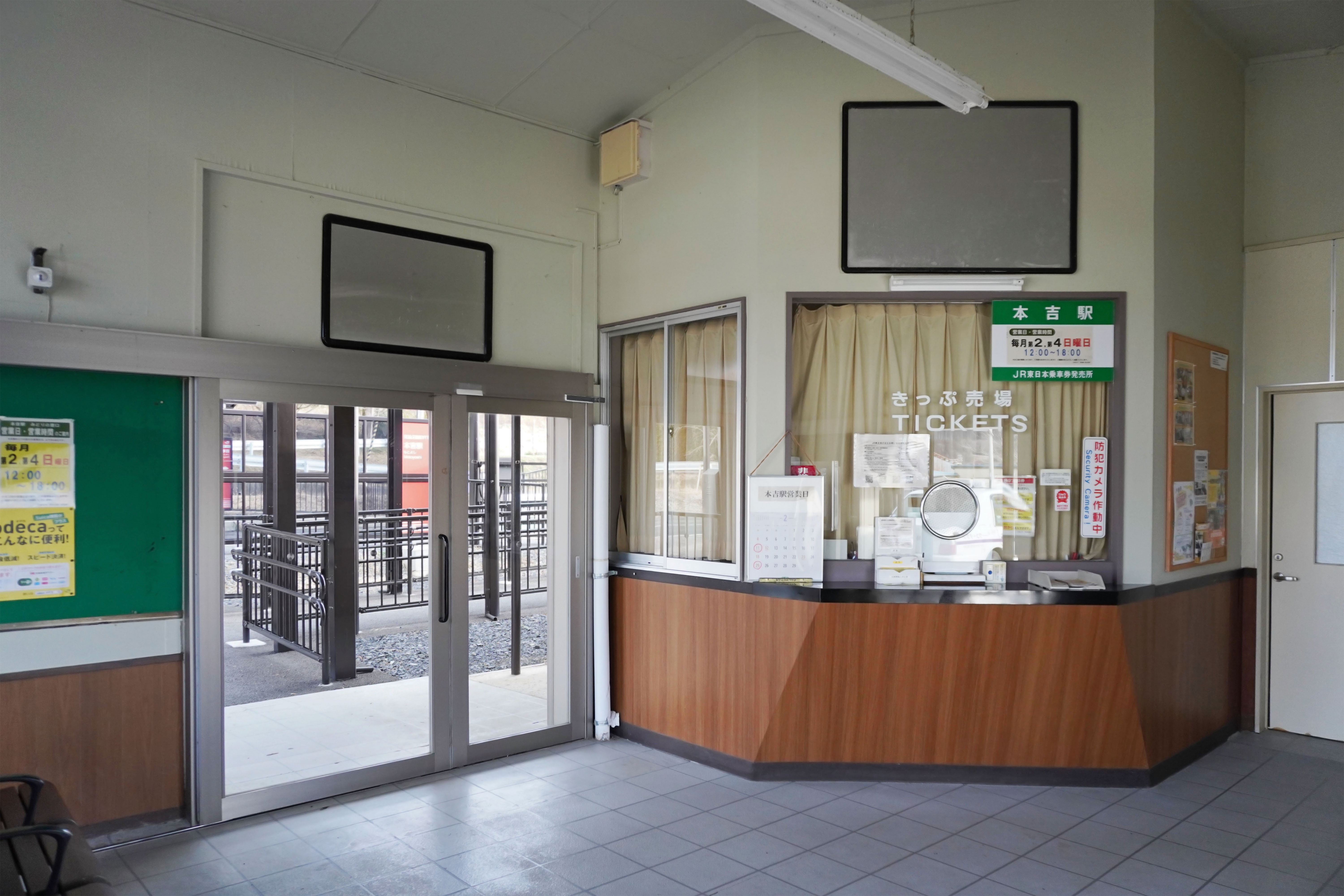
改札口と出札窓口（2024年2月）
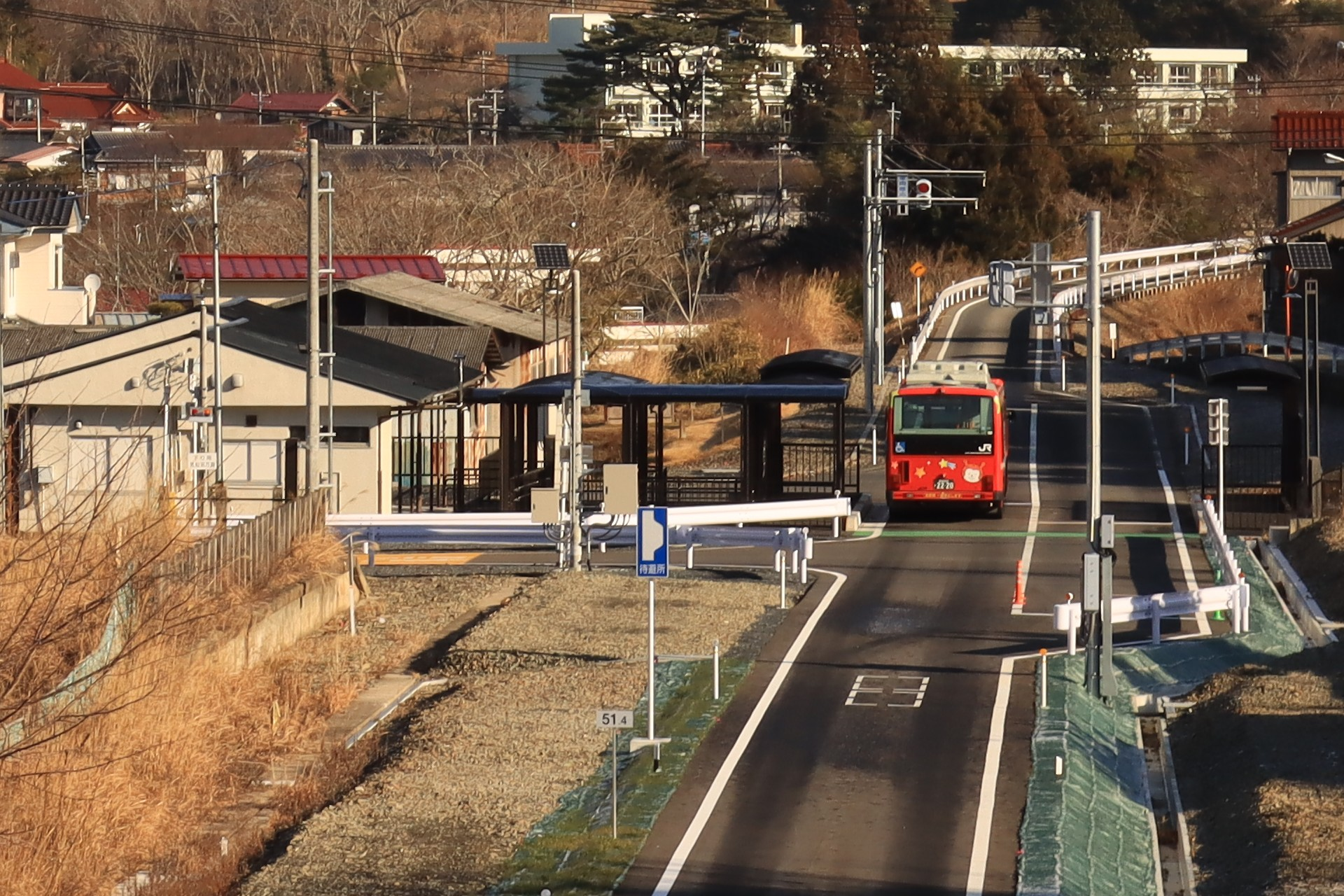
駅舎（左）とBRTのりば（右）（2019年12月）

### 旧鉄道駅
島式ホーム1面2線を有する列車交換が可能な地上駅で、駅舎とホームは跨線橋で連絡していた。
駅舎には窓口、待合室があるほか、構内に保線休憩所があった。気仙沼駅管理の簡易委託駅で、本吉町商工会が受託していた。
のりば
| 番線 | 路線      | 方向 | 行先                 | 備考            |
| ---- | --------- | ---- | -------------------- | --------------- |
| 1    | ■気仙沼線 | 下り | 南気仙沼・気仙沼方面 | 当駅始発は2番線 |
| 2    | ■気仙沼線 | 上り | 前谷地・小牛田方面   |                 |

## 利用状況
JR東日本によると、2023年度（令和5年度）の1日平均乗車人員は97人である。
2000年度（平成12年度）以降の推移は以下のとおりである。なお、気仙沼線は東日本大震災後にBRTによる復旧をしたため、2011年度（平成23年度）以前の統計は鉄道運行時のものとなる。
| 1日平均乗車人員推移 | 1日平均乗車人員推移 | 1日平均乗車人員推移 | 1日平均乗車人員推移 |
| 年度                | 鉄道                | BRT                 | 出典                |
| ------------------- | ------------------- | ------------------- | ------------------- |
| 2000年（平成12年）  | 478                 | 未開業              | [ 鉄道 1 ]          |
| 2001年（平成13年）  | 456                 | 未開業              | [ 鉄道 2 ]          |
| 2002年（平成14年）  | 429                 | 未開業              | [ 鉄道 3 ]          |
| 2003年（平成15年）  | 397                 | 未開業              | [ 鉄道 4 ]          |
| 2004年（平成16年）  | 397                 | 未開業              | [ 鉄道 5 ]          |
| 2005年（平成17年）  | 409                 | 未開業              | [ 鉄道 6 ]          |
| 2006年（平成18年）  | 411                 | 未開業              | [ 鉄道 7 ]          |
| 2007年（平成19年）  | 404                 | 未開業              | [ 鉄道 8 ]          |
| 2008年（平成20年）  | 380                 | 未開業              | [ 鉄道 9 ]          |
| 2009年（平成21年）  | 360                 | 未開業              | [ 鉄道 10 ]         |
| 2010年（平成22年）  | 329                 | 未開業              | [ 鉄道 11 ]         |
| 2011年（平成23年）  | 運休                | 未開業              |                     |
| 2012年（平成24年）  | 運休                | 未開業              |                     |
| 2013年（平成25年）  | 運休                | 203                 | [ BRT 2 ]           |
| 2014年（平成26年）  | 運休                | 217                 | [ BRT 3 ]           |
| 2015年（平成27年）  | 運休                | 208                 | [ BRT 4 ]           |
| 2016年（平成28年）  | 運休                | 193                 | [ BRT 5 ]           |
| 2017年（平成29年）  | 運休                | 193                 | [ BRT 6 ]           |
| 2018年（平成30年）  | 運休                | 199                 | [ BRT 7 ]           |
| 2019年（令和元年）  | 運休                | 199                 | [ BRT 8 ]           |
| 2020年（令和02年）  | 廃止                | 125                 | [ BRT 9 ]           |
| 2021年（令和03年）  | 廃止                | 115                 | [ BRT 10 ]          |
| 2022年（令和04年）  | 廃止                | 93                  | [ BRT 11 ]          |
| 2023年（令和05年）  | 廃止                | 97                  | [ BRT 1 ]           |

## 駅周辺
- 気仙沼市立本吉病院
- 気仙沼市立津谷小学校
- 国道45号
- 国道346号（本吉バイパス）
- 宮城県道18号本吉室根線
- ミヤコーバス津谷営業所

## 隣の停留所
東日本旅客鉄道（JR東日本）
■気仙沼線BRT
陸前小泉駅 - 本吉駅 - 小金沢駅
- 鉄道時代の隣の駅も上記と同様であった。

### 記事本文
1. 1 2  『週刊 JR全駅・全車両基地』 56号 新庄駅・気仙沼駅・鳴子温泉駅ほか80駅、朝日新聞出版〈週刊朝日百科〉、2013年9月15日、24頁。
2. 1 2 3 4  石野哲（編）『停車場変遷大事典 国鉄・JR編 Ⅱ』（初版）JTB、1998年10月1日、483頁。ISBN 978-4-533-02980-6。
3. ↑  「日本国有鉄道公示第537号」『官報』1972年1月28日。
4. ↑  「気仙沼線における暫定的なサービス提供開始について (PDF)」（プレスリリース）、東日本旅客鉄道仙台支社／東日本旅客鉄道盛岡支社、2012年7月18日。2015年7月12日時点のオリジナル (PDF)よりアーカイブ。2025年7月30日閲覧。
5. ↑  「JR気仙沼線暫定運行（代行バス）・駅（停留所）ご案内 (PDF)」東日本旅客鉄道仙台支社、2012年8月20日。2012年9月7日時点のオリジナル (PDF)よりアーカイブ。2025年7月30日閲覧。
6. ↑  「気仙沼線BRTの専用道延伸及びダイヤ改正について (PDF)」（プレスリリース）、東日本旅客鉄道仙台支社／東日本旅客鉄道盛岡支社、2013年3月25日。2013年4月18日時点のオリジナル (PDF)よりアーカイブ。2025年7月30日閲覧。
7. ↑  「気仙沼線BRTダイヤ改正について (PDF)」（プレスリリース）、東日本旅客鉄道仙台支社／東日本旅客鉄道盛岡支社、2019年9月26日。2019年11月13日時点のオリジナル (PDF)よりアーカイブ。2025年7月30日閲覧。
8. ↑  「気仙沼線（柳津～気仙沼間）及び大船渡線（気仙沼～盛間）における鉄道事業の廃止の日の繰上げの届出について (PDF)」（プレスリリース）、東日本旅客鉄道、2020年1月31日。2020年2月6日閲覧。
9. ↑  「鉄道事業の廃止の届出に係る廃止の日の繰上げについて (PDF)」（プレスリリース）、国土交通省東北運輸局、2020年1月29日。2020年2月1日時点のオリジナル (PDF)よりアーカイブ。2020年2月6日閲覧。

### 利用状況

#### 鉄道
1. ↑  「JR東日本：各駅の乗車人員（2000年度）」東日本旅客鉄道。2025年7月30日閲覧。
2. ↑  「JR東日本：各駅の乗車人員（2001年度）」東日本旅客鉄道。2025年7月30日閲覧。
3. ↑  「JR東日本：各駅の乗車人員（2002年度）」東日本旅客鉄道。2025年7月30日閲覧。
4. ↑  「JR東日本：各駅の乗車人員（2003年度）」東日本旅客鉄道。2025年7月30日閲覧。
5. ↑  「JR東日本：各駅の乗車人員（2004年度）」東日本旅客鉄道。2025年7月30日閲覧。
6. ↑  「JR東日本：各駅の乗車人員（2005年度）」東日本旅客鉄道。2025年7月30日閲覧。
7. ↑  「JR東日本：各駅の乗車人員（2006年度）」東日本旅客鉄道。2025年7月30日閲覧。
8. ↑  「JR東日本：各駅の乗車人員（2007年度）」東日本旅客鉄道。2025年7月30日閲覧。
9. ↑  「JR東日本：各駅の乗車人員（2008年度）」東日本旅客鉄道。2025年7月30日閲覧。
10. ↑  「JR東日本：各駅の乗車人員（2009年度）」東日本旅客鉄道。2025年7月30日閲覧。
11. ↑  「JR東日本：各駅の乗車人員（2010年度）」東日本旅客鉄道。2025年7月30日閲覧。

#### BRT
1. 1 2  「BRT駅別乗車人員（2023年度）| 企業サイト：JR東日本」東日本旅客鉄道。2025年7月30日閲覧。
2. ↑  「BRT駅別乗車人員（2013年度）：JR東日本」東日本旅客鉄道。2025年7月30日閲覧。
3. ↑  「BRT駅別乗車人員（2014年度）：JR東日本」東日本旅客鉄道。2025年7月30日閲覧。
4. ↑  「BRT駅別乗車人員（2015年度）：JR東日本」東日本旅客鉄道。2025年7月30日閲覧。
5. ↑  「BRT駅別乗車人員（2016年度）：JR東日本」東日本旅客鉄道。2025年7月30日閲覧。
6. ↑  「BRT駅別乗車人員（2017年度）：JR東日本」東日本旅客鉄道。2025年7月30日閲覧。
7. ↑  「BRT駅別乗車人員（2018年度）：JR東日本」東日本旅客鉄道。2025年7月30日閲覧。
8. ↑  「BRT駅別乗車人員（2019年度）：JR東日本」東日本旅客鉄道。2025年7月30日閲覧。
9. ↑  「BRT駅別乗車人員（2020年度）| 企業サイト：JR東日本」東日本旅客鉄道。2025年7月30日閲覧。
10. ↑  「BRT駅別乗車人員（2021年度）| 企業サイト：JR東日本」東日本旅客鉄道。2025年7月30日閲覧。
11. ↑  「BRT駅別乗車人員（2022年度）| 企業サイト：JR東日本」東日本旅客鉄道。2025年7月30日閲覧。